# Supercoppa greca 2023 (pallavolo)
La Supercoppa greca 2023, 11ª edizione della Supercoppa nazionale maschile di pallavolo, si è svolta il 24 gennaio 2024: al torneo hanno partecipato due squadre di club greche e la vittoria finale è andata per la prima volta al PAOK.

## Formula
La formula ha previsto una gara unica.

## Squadre partecipanti
| Squadra    | Qualificazione                     |
| ---------- | ---------------------------------- |
| Olympiakos | Vincitrice Volley League 2022-23   |
| PAOK       | Vincitrice Coppa di Grecia 2022-23 |

## Torneo
| 24 gennaio 2024 Athlitikó Kéntro Melina Merkouri, Rentis Durata: 2h:04 - Spettatori: 300 | Olympiakos | 2 - 3 | PAOK | 25-27, 25-21, 20-25, 25-18, 12-15 |